# Bálintfi Ottó
Bálintfi Ottó (Krasznabéltek, 1948. október 22. – 2025. január 16. vagy előtte) magyar filozófus, kritikus, egyetemi tanár.

## Életútja
Középiskolai tanulmányait a szatmári és az erdődi líceumban végezte. A Babeș–Bolyai Tudományegyetem filozófiai karán 1972-ben szerzett tanári oklevelet, a Temesvári Egyetem filozófiai tanszékén kapott tanári állást, napjainkban a temesvári Nyugati Egyetemen egyetemi tanár.
Tanulmányait, cikkeit, könyvbírálatait a Korunk, A Hét, Szabad Szó és Utunk közölte. A filozófiai kritika természete és a filozófiai modellezés foglalkoztatja.
Fiatal egyetemi oktatóként tevékeny részt vett a diákmozgalomban, a temesvári Látóhatár Kör eszmei irányítója volt. Előadásaikat, vitáikat rendszeresen minden második vasárnap tartották a temesvári Diákházban, 30-40 fő temesvári magyar diák jött össze egy-egy alkalommal. Érted szól : a Temesvári Magyar Diákszövetség információs és kulturális lapjának 6. száma (2002/2003) interjút készített Bálintfi Ottó filozófussal. A Látóhatár Kör egykori tagjai közül számosan váltak neves tollforgató emberekké vagy közéleti személyiséggé, köztük Bakk Miklós egyetemi tanár, lapszerkesztő mellett Hajdu Zoltán, Miriszlai Miklós, Salat Levente, Szabó László, Szabó Mónika, Toró T. Tibor, Visky András.

## Fordítása
- Emberi dimenziók : esszék, tanulmányok / Dumitru Ghise ; [ford. Bálintfi Ida, Bálintfi Ottó]. Bukarest : Kriterion, 1983. 214 p.

## Dijak, elismerések
- Közösségünkért díj (2009) a Szórvány Alapítványtól

## Lásd még
- Temesvári magyar nyelvű szabadegyetemi előadások